# Aron Olnafors
Aron Olnafors är en pseudonym för en svensk författare. Olnafors har skrivit sju humoristiska deckare som utspelar sig i Västerås, i böckerna kallat Aroshamn, samt en kåserisamling.
Enligt författarna själva döljer sig Arne Olofsson, Lars-Gösta Nauclér samt i första boken även Anders Folkesson  bakom pseudonymen.